# Krzysztof Styczynski
Krzysztof Styczynski est un auteur et éditeur français né en 1964 à Jouy en Eure-et-Loir.

## Biographie
En 1998, il fonde la revue 21-3, et produit en 2001 pour le no 4 le CD Quai 213 qui donne à écouter des compositions originales entre poètes et musiciens tels que Sapho, Franck Venaille, Mary X, Kent, Jude Stéfan, Hubert Haddad, ou encore Noir Désir, avec la création du titre Des Armes sur un texte inédit de Léo Ferré (que l'on retrouvera sur l'album Des visages des figures). 
Parallèlement à la revue 21-3, Krzysztof Styczynski fonde les éditions Caedere et publie des livres de Jude Stéfan, Michel Bulteau, Gōzō Yoshimasu, Franck Venaille, Matthieu Messagier... ainsi que le premier livre en français de Saul Williams. 
En 2002, le groupe de rock français Noir Désir l'accueille (avec la photographe Julie Tomas) sur l'intégralité de sa tournée pour une odyssée littéraire, musicale, photographique Les Cités désunies (projet qui ne verra pas le jour, à la suite de la dissolution de Noir Désir) et lui offre en juillet 2002, à l'occasion de son concert à Montpellier une « carte blanche » pour laquelle avec Serge Teyssot-Gay, ils créent et interprètent Des millions de morts se battent entre eux retransmis sur France Culture. Ce texte est publié en 2008, accompagné d'un CD enregistré avec Margarida Guia à la voix et Serge Teyssot-Gay pour la musique. 
En 2008, Krzystof Styczynski enregistre sous le nom Un vivant un poète un mort un chien, l'album Article 35, mêlant poésie engagée et musique rock. Il enregistre et publie également l'album En sortir ? avec le poète Michel Bulteau et le groupe Mary X. Il réalise des vidéos, filme des groupes de rock, des poètes... pour un film s'intitulant "Chamans".
En 2010, il réalise un film sur l'artiste Jean-Luc Parant sur un univers sonore de Margarida Guia.
En 2014, il adapte pour la scène Les Chants de Maldoror de Lautréamont avec le guitariste Mathieu Goudot.
En 2016, il s'entoure de Michel Bulteau, Saul Williams et Serge Teyssot-Gay pour le livre CD Ripostes et publie son premier roman Rien d'officiel aux éditions Maelström (Belgique).
En 2020 paraît la BD 2000 ans d'histoire de France, d'Autrikon à Chartres qu'il illustre, éditions Atocom

## Bibliographie

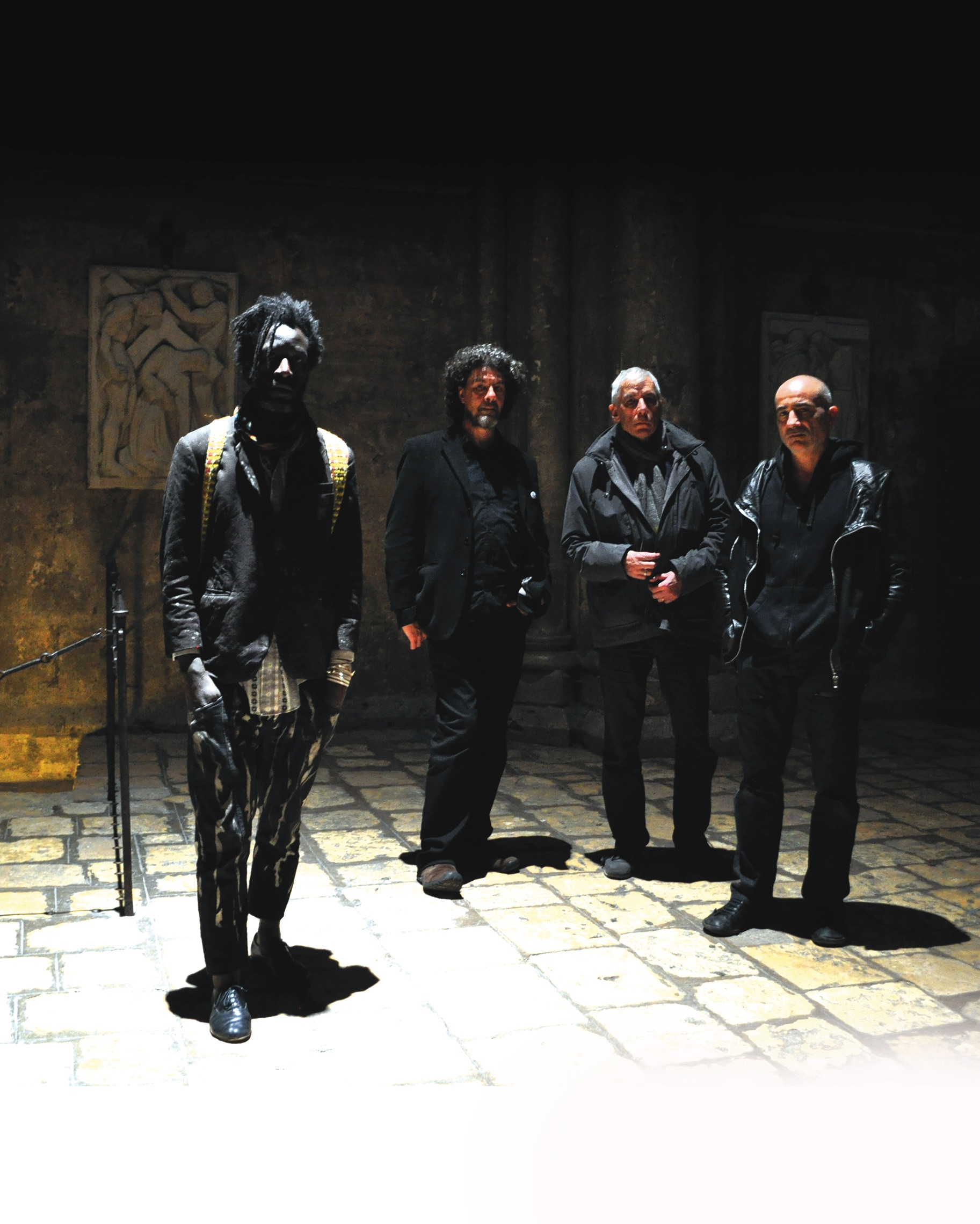
Saul Williams, Krzysztof Styczynski, Michel Bulteau, Serge Teyssot-gay.

## Discographie
- Quai 213,  qu'il produit pour le numéro 4 de la revue 21-3 qu'il dirige (avec Franck Venaille, Jude Stéfan, Hubert Haddad, Noir Désir, Sapho, Kent...) Revue 21-3 no 4, 2001.
- En sortir ? (avec Michel Bulteau & Mary X), Caedere, 2008.
- Des Millions de morts se battent entre eux (avec Serge Teyssot-Gay et Margarida Guia), éditions Caedere, 2008.
- Article 35 (avec Un vivant un poète un mort un chien), 2008.
- Ripostes,  (avec Michel Bulteau, Saul Williams et Serge Teyssot-Gay), éditions Caedere, 2016.

## Filmographie
- Chamans, Noir désir, Young Gods, Blackfire, Gōzō Yoshimasu ... (en cours)
- Jean-Luc Parant (son : Margarida Guia), exposition Manger des yeux (le Compa, Chartres 2010/2011)